# Sibonga
Sibonga è una municipalità di terza classe delle Filippine, situata nella Provincia di Cebu, nella Regione del Visayas Centrale.
Sibonga è formata da 25 baranggay:
- Abugon
- Bae
- Bagacay
- Bahay
- Banlot
- Basak
- Bato
- Cagay
- Can-aga
- Candaguit
- Cantolaroy
- Dugoan
- Guimbangco-an

- Lamacan
- Libo
- Lindogon
- Magcagong
- Manatad
- Mangyan
- Papan
- Poblacion
- Sabang
- Sayao
- Simala
- Tubod